# طائر الجنة ويلسون
طائر الجنة ويلسون (الاسم العلمي: Cicinnurus respublica)، هو نوع من الطيور يتبع فصيلة طيور الجنة ضمن رتبة العصفوريات. يتبع جنس (الاسم العلمي: Cicinnurus). وهي واحدة من الطيور الغريبة التي تتواجد فقط في جزيرة وايجيو وجزيرة باتانتا في إندونيسيا. يعيش في الغابات المطيرة في الأراضي المنخفضة، بينما يمكنه العيش أيضاً في الغابات الجبلية على ارتفاعات عالية.